# Chalinolobus neocaledonicus
Chalinolobus neocaledonicus (Revilliod, 1914) è un pipistrello della famiglia dei Vespertilionidi endemico della Nuova Caledonia.

## Descrizione

### Dimensioni
Pipistrello di piccole dimensioni, con la lunghezza della testa e del corpo di 50,5 mm, la lunghezza dell'avambraccio di 35,3 mm, la lunghezza della coda di 33 mm, la lunghezza della tibia di 14,3 mm e la lunghezza delle orecchie di 12 mm.

### Aspetto
La pelliccia è lunga, morbida e setosa. Le parti dorsali sono bruno-nerastre, mentre le parti ventrali sono bruno-giallastre. Il muso è corto e largo, dovuto alla presenza di una massa ghiandolare presente su ogni lato e separata dalle narici che si aprono lateralmente da un profondo solco. Le orecchie sono corte, triangolari, con l'estremità arrotondata e con l'antitrago che si estende attraverso un lobo carnoso rotondo sul labbro inferiore all'angolo posteriore del muso e un lobo allungato più piccolo lungo il labbro inferiore. Sono presenti dei ciuffi di peli marroni chiari alla base posteriore. Il trago è corto, allargato verso l'estremità arrotondata ed inclinato in avanti. Le ali sono attaccate posteriormente alla base delle dita dei piedi, i quali sono piccoli. La coda è lunga ed inclusa completamente nell'ampio uropatagio. Il calcar è provvisto di una carenatura rotonda ben sviluppata

## Biologia

### Comportamento
Si rifugia in colonie fino a 1.500 individui all'interno di fabbricati.

### Alimentazione
Si nutre di insetti.

## Distribuzione e habitat
Questa specie è conosciuta soltanto in tre località della Nuova Caledonia.
Vive in ambienti aperti, più raramente nelle foreste.

## Conservazione
La IUCN Red List, considerato l'areale limitato e il continuo declino nell'estensione e nella qualità del proprio habitat, classifica C.neocaledonicus come specie in pericolo di estinzione (Endangered).